# Отношения Республики Косово и Эфиопии
Отношения Республики Косово и Эфиопии — двусторонние дипломатические отношения между Республикой Косово и Федеративной Демократической Республикой Эфиопия.

## История
На встрече в январе 2009 года с министром иностранных дел Косово Скендером Хисени посол Эфиопии в Австрии Конгит Синегиоргис заявил, что правительство Эфиопии примет решение о признании Косово «в нужное время».
По данным Сербии, министру иностранных дел Косово Скендеру Хюсени и другим членам его делегации было отказано во въезде в Эфиопию в январе 2010 года. Они якобы хотели посетить саммит Африканского союза, чтобы лоббировать признание Косово африканскими странами. Министр иностранных дел Сербии Вук Еремич заявил, что им было отказано в визах под давлением сербского правительства. Еремич, присутствовавший на саммите, поблагодарил своего эфиопского коллегу за отказ в выдаче виз и поддержку дела Сербии. Однако МИД Косово отрицает, что они подавали какие-либо запросы на получение виз.
5 августа 2012 года сообщалось, что правительство Эфиопии официально признало Косово, а министерство иностранных дел Косово ожидает вручения вербальной ноты. В декабре 2014 года на фоне дипломатического спора с Сербией Эфиопия пригрозила признать Косово.

### Комментарии
1. ↑  Политический статус Республики Косово оспаривается. Провозгласив в 2008 году в одностороннем порядке независимость от Сербии, Республика Косово официально признана независимым государством 97 государствами-членами ООН (еще 15 государств в какой-то момент признали её, но затем отозвали своё признание), в то время как Сербия продолжает претендовать на Косово как на часть своей суверенной территории.